# Los músicos de Bremen
Los músicos de Bremen (Die Bremer Stadtmusikanten) es un cuento de los hermanos Grimm. Transcurre en la Baja Sajonia, en los alrededores de Bremen.
En la colección de cuentos de los Hermanos Grimm, Los músicos de Bremen (Die Bremer Stadtmusikanten) es el n.º 27. Corresponde al tipo 130 de la clasificación Aarne-Thompson-Uther: Los animales en los refugios nocturnos.

## Argumento
La historia que se narra en el cuento de Jacob Grimm, Los músicos de Bremen, es la de cuatro animales: un burro, un perro, un gato y un gallo que viven en el poblado de Dibbsersen, en la Baja Sajonia de Alemania, cuyos dueños han decidido sacrificarlos, porque consideran que, por su vejez, estos sólo consumen comida y ya no les son útiles para el servicio doméstico. Los animales se encuentran después de que cada uno, de forma independiente, haya huido de la casa de sus respectivos dueños. Al conocerse, deciden iniciar un viaje con destino a la ciudad de Bremen, ciudad hanseática liberal y abierta al mundo, conocida por su simpatía por los extranjeros. En su camino hacia Bremen, estos exiliados que huyen de la condena a muerte, llegan al anochecer a una choza en la que están pernoctando unos bandidos. Con el objetivo de amedrentarlos para ocupar ellos la vivienda, forman una figura esperpéntica con sus cuerpos, al treparse en la espalda de cada uno de ellos, en el orden que se ha mencionado. Así emiten los sonidos propios de su especie, en unísono, lo que hace huir de terror a los bandidos. En el cuento, en realidad no se sabe si los peregrinos llegaron a Bremen o se quedaron en el camino en una de sus aventuras extraordinarias.

## Influencia en la cultura
Carl Zuckmayer en su obra El capitán de Köpenick utilizó la cita 

en cualquier parte se puede encontrar algo mejor que la muerte

 sacada del cuento de los hermanos Grimm. Y es que, para Zuckmayer, refleja claramente que de cualquier aprieto se pueden sacar fuerzas y empezar de nuevo.
La opción de ser músicos cuando ya no servían para ningún otro trabajo reflejaba la opinión negativa de la población de los alrededores de Bremen sobre la cultura de la capital. Sin embargo, y a pesar de que en la primera versión del cuento ni siquiera se nombraba a la ciudad, este cuento es muy popular en Bremen, que en 1953 colocó una estatua del grupo musical al lado del ayuntamiento. Los músicos, junto con el Roland de Bremen, son el emblema de la ciudad. En Bremen, muchas personas también creen que si se tocan las patas delanteras del burro de la estatua y se pide un deseo, se cumple. Tanto es así, que con el paso del tiempo esa parte de la estatua ha adquirido brillo. En Riga (Letonia) hay una estatua similar, en la comunidad westfaliana de Ense-Bremen.

## Adaptaciones
Los estudios Soyuzmultfilm produjeron dos cortometrajes de dibujos animados basados en el cuento:
- 1969: Los músicos de Bremen (Бременские музыканты), dirigido por Inessa Kovaliévskaya (n. 1933).[4]
- 1973: Tras las huellas de los músicos de Bremen (По следам бременских музыкантов), dirigido por Vasíliy Ivánov (Василий Ливанов, n. 1935).[5]
- En 1982 el grupo de teatro peruano Yuyachkani realizó la creación colectiva Los músicos ambulantes, su obra más conocida, inspirándose en el famoso cuento de los hermanos Grimm.
- Más tarde, en 1989, el cuento sirvió de inspiración a la serie de dibujos animados Los Trotamúsicos, realizada por Televisión Española.
- En 1997, Alemania y los Estados Unidos colaboraron en adaptar la historia en una película animada bajo el título The Fearless Four (Los cuatro intrépidos, traducción literal al español), aunque varió considerablemente con la historia original. Su reparto es protagonizado por James Ingram como Buster al perro, B.B. King como Fred el burro, Oleta Adams como Gwendolyn la gata y Zucchero Fornaciari como Tortellini el gallo en la versión original en inglés.
- 2008-2009: Con el título Los músicos de Brenes, el grupo sevillano Búho Teatro & Teatro de las Maravillas realizó una adaptación de esta fábula en clave flamenca para teatro de marionetas. La historia muestra cómo diferentes animales, después de una existencia plena, feliz y de trabajo, se ven abandonados cuando llegan a la vejez porque dejan de ser 'útiles'. Estos personajes se ven forzados a abandonar sus lugares de origen y emprenden una nueva vida; el azar los une, y juntos harán que sus vidas cobren nuevamente sentido. La obra también intenta acercar el flamenco a los niños con el lenguaje de los títeres.
- 2014: versión de Jimena Márquez, estrenada bajo el título Los músicos de Bremen en el Teatro Solís de la ciudad de Montevideo, con producción de Carolina Escajal. Musical con 40 artistas en escena.
- 2024: Versión de Ases Falsos, estrenada con el título Bremen en el V Festival de Cine Nacional de Ñuble, bajo la producción de Cristóbal Briceño, vocalista de la banda.